# One Step More and You Die
One Step More and You Die är den japanska rockgruppen Monos andra album, utgivet 2003.  

## Låtlista
1. Where Am I – 2:41
2. COM(?) – 15:55
3. Sabbath – 4:51
4. Mopish Morning, Halation Wiper – 2:54
5. A Speeding Car – 8:51
6. Loco Tracks – 6:39
7. Halo – 7:43
8. Giant Me on the Other Side – 1:37

## Medverkande
- Takaakira Goto – sologitarr
- Yoda – kompgitarr
- Tamaki Kunishi – elbas
- Yasunori Takada – trummor